# 涙腺神経
涙腺神経（るいせんしんけい）は三叉神経第1枝である眼神経の枝の一つ。眼神経の3本の枝のうち最も小さな神経である。
時に滑車神経より神経線維を受けるが、おそらく眼神経から滑車神経に向かっていた枝である。
硬膜を超え、上眼窩裂を通り眼窩に入る。眼窩の中で、涙腺動脈と共に外直筋上縁を走行し、上顎神経の枝である頬骨神経と交わる。涙腺にはいり、数個の繊維がわかれ、涙腺と結膜の知覚を司る。その後、眼窩隔膜を貫通し、上眼瞼の皮膚で神経は終わり、顔面神経の神経繊維と連結する。
涙腺神経は存在しないことがある。この場合、上顎神経の枝である頬骨側頭神経がその役割を果たす。時に頬骨側頭神経が存在しない場合、涙腺神経が延長し、その役割を担当する。

## 機能
涙腺、結膜、上眼瞼側方の知覚を司る。頬骨神経は皮膚と粘膜の知覚を担当し、翼口蓋神経節からの副交感性節前線維を涙腺神経に運ぶ。この繊維は涙腺を支配する。

## 追加画像

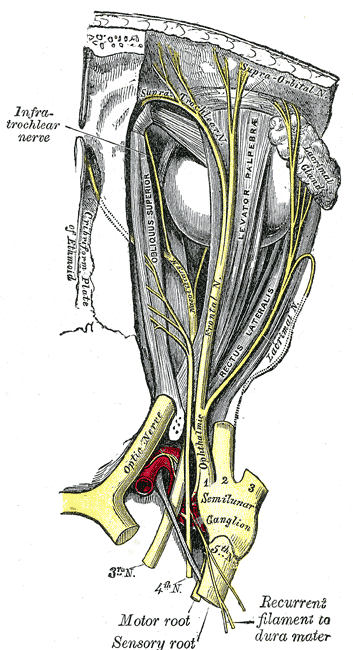
Nerves of the orbit. Seen from above.
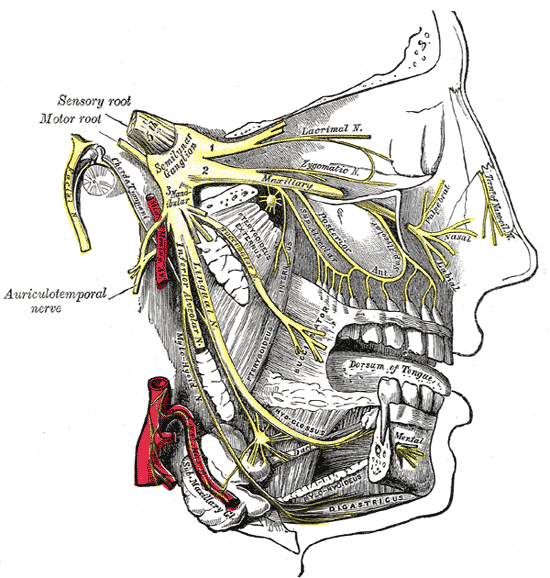
Distribution of the maxillary and mandibular nerves, and the submaxillary ganglion.
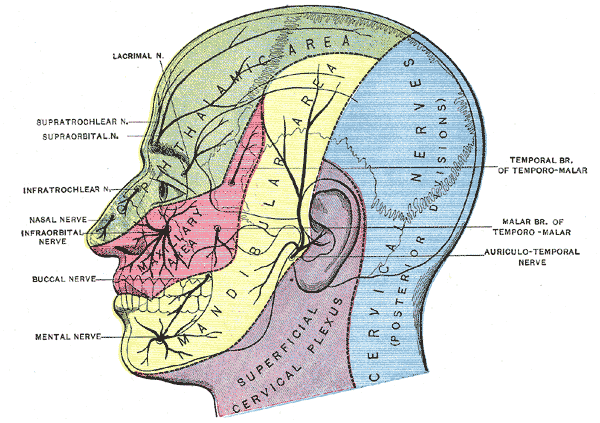
Sensory areas of the head, showing the general distribution of the three divisions of the fifth nerve.
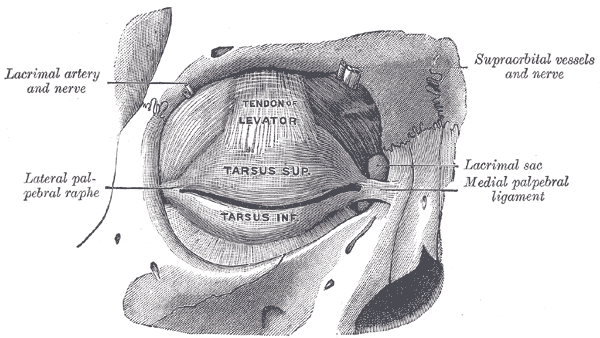
The tarsi and their ligaments. Right eye; front view.